# Santa Maria em Via Lata (diaconia)
A diaconia de Santa Maria em Via Lata foi instituída em torno de 250 pelo Papa Fabiano. Era um oratório situada num prédio pagão chamado Septa Iulia, em cerca de 700, foi construída a igreja de Santa Maria in Via Lata (atualmente a Via del Corso) no local. Não era uma diaconia regional, mas sim uma das quatro diaconias paladinas, que ajudavam o Papa nas celebrações litúrgicas. Durante um bom tempo foi o título dos protodiáconos.
A igreja titular deste titulus é a Santa Maria in Via Lata.

## Titulares protetores
- Sisto (?-132)
- Adriano (770-772)
- Gregorio, O.S.B. (1088-1099)
- Ugo Visconti (1105-1112)
- Romualdo Guarna (circa 1112-1122)
- Uberto (1122- circa 1125)
- Pietro (1125-1127)
- Guido del Castello (1127-1133) Eleito Papa Celestino II
- Ubaldo (1133-1144)
- Gerardo Caccianemici (ou Gaetani) (1149-1155)
- Guglielmo Matingo (ou Matengo), O. Cist. (1155-1158)
- Raimundo, o Professor (1158- circa 1166)
- Ardoino (ou Arduino da Piacenza) (1178- circa 1182)
- Soffredo Errico Gaetani (ou Soffrido, ou Goffredo) (1182-1193)
- Pedro de Cápua (1193-1201)
- Giovanni (1205-1216)
- Tomás de Cápua (1216)
- Ottaviano degli Ubaldini (1244-1273)
- Giacomo Colonna (1278-1297)
- Luca Fieschi, dos Condes de Lavagna (1300-1306)
- Nicolas de Besse (ou de Bellefaye) (1344-1369)
- Pierre de Vergne (ou Veroche) (1371-1403)
- Antoine de Challant (1404-1412), pseudocardeal dos Antipapas Bento XIII, Alexandre V e João XXIII
- Domenico Capranica (1426 ou 1430-1444); in commendam (1444-1458)
- Roderic Llançol-Borja y Borja, in commendam (1458-1492) Eleito Papa Alexandre VI
- Vacante (1492-1496)
- Juan de Borja Llançol de Romaní (1496-1500)
- Pedro Luis de Borja Llançol de Romaní (1500-1503); in commendam (1503-1511)
- Marco Cornaro (1513-1523)
- Alessandro Cesarini (1523-1540)
- Niccolò Ridolfi (1540-1550)
- Inocêncio Cybo (1550)
- Niccolò Gaddi (1550-1552)
- Guidascanio Sforza (1552-1564)
- Ippolito II d'Este (1564)
- Vitellozzo Vitelli (1564-1568)
- Innocenzo Ciocchi del Monte (1568-1577)
- Antonio Carafa (1577-1583)
- Luigi d'Este (1583-1586)
- Ferdinando de' Medici (1587-1588)
- Francesco Sforza (1588-1617)
- Eduardo Farnésio (1617-1621)
- Andrea Baroni Peretti Montalto (1621)
- Alessandro d'Este (1621-1623)
- Carlos Emanuel Pio de Saboia (1623-1626)
- Maurício de Sabóia (1626-1642)
- Antonio Barberini (1642-1653)
- Giangiacomo Teodoro Trivulzio (1653-1655)
- Giulio Gabrielli (1655-1656)
- Viriginio Orsini (1656-1666)
- Francesco Maidalchini (1666-1689)
- Nicolò Acciaiuoli (1689)
- Urbano Sacchetti (1689-1693)
- Benedetto Pamphilj (1693-1730)
- Lorenzo Altieri (1730-1741)
- Carlo Maria Marini (1741-1747)
- Alessandro Albani (1747-1779)
- Domenico Orsini de Aragão (1779-1789)
- Inácio Caetano Boncompagni-Ludovisi (1789-1790)
- Gregorio Antonio Maria Salviati (1790-1794)
- Vincenzo Maria Altieri (1794-1798)
- Antonio Maria Doria Pamphilj (1800-1821)
- Fabrizio Ruffo (1821-1827)
- Giuseppe Albani (1828-1834)
- Tommaso Riario Sforza (1834-1857)
- Ludovico Gazzoli (1857-1858)
- Giuseppe Ugolini (1858-1867)
- Giacomo Antonelli (1868-1876)
- Prospero Caterini (1876-1881)
- Teodolfo Mertel (1881-1884)
- Lorenzo Ilarione Randi (1884-1887)
- Joseph Hergenröther (1887-1890)
- Isidoro Verga (1891-1896)
- Luigi Macchi (1896-1907)
- Vacante (1907-1911)
- Louis Billot, S.J. (1911-1927)
- Vacante (1927-1937)
- Giuseppe Pizzardo, título pro illa vice (1937-1948)
- Vacante (1948-1953)
- Valerian Gracias, título pro illa vice (1953-1978)
- Władysław Rubin (1979-1990); título pro illa vice (1990)
- Edward Idris Cassidy (1991-2002); título pro hac vice (2002- 2021)
- Fortunato Frezza (desde 2022)